# Aspirinato de cobre
Aspirinato de cobre (II) é um quelato da aspirina de cátions cobre (II) (Cu2+). É usado para tratar artrite reumatoide.